# 大歐河
46°19′32″N 6°55′57″E / 46.32542°N 6.93244°E

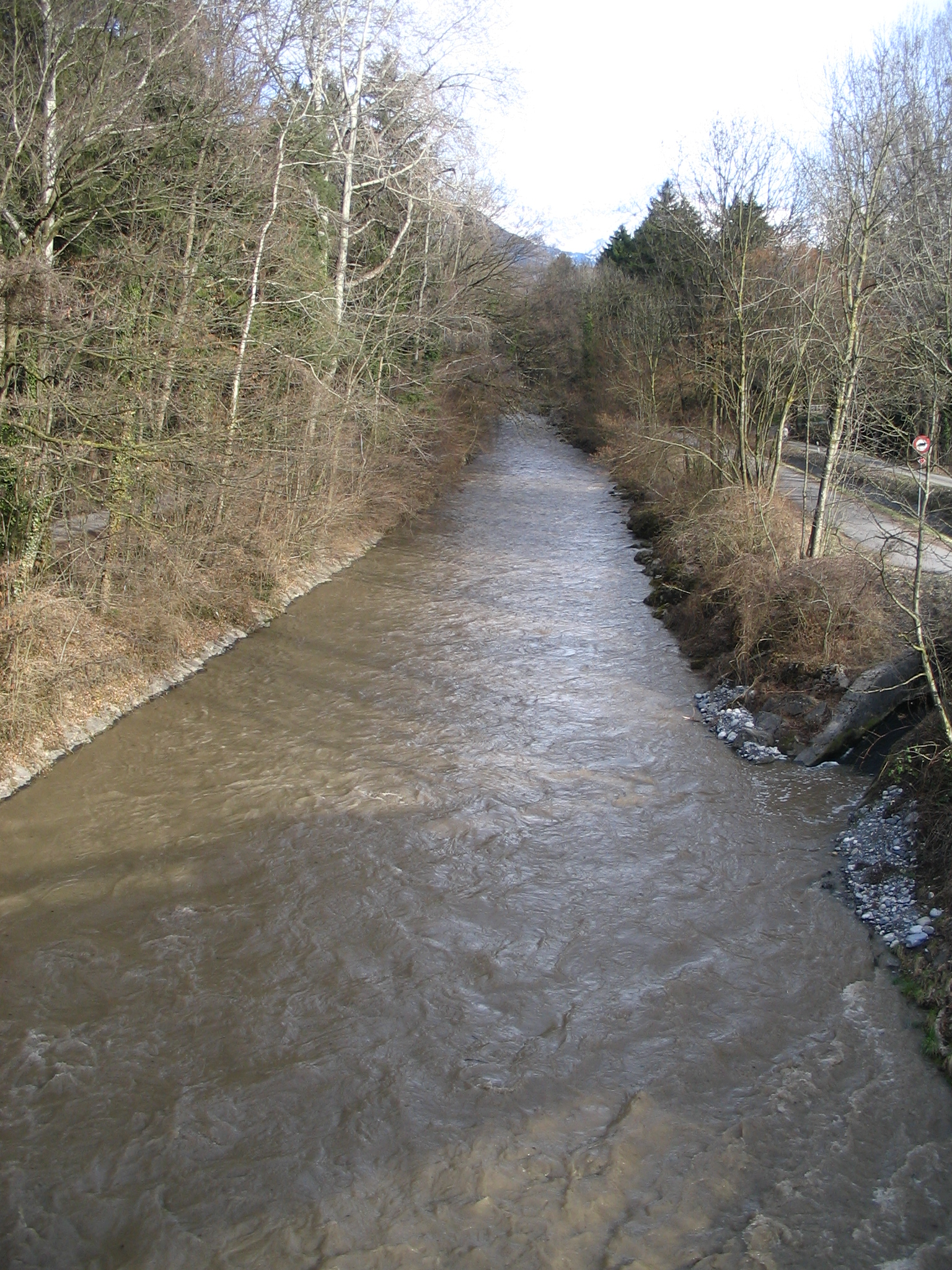

大歐河是瑞士的河流，位於該國西部，流經沃州，屬於羅訥河的右支流，河道全長25.5公里，流域面積109.8平方公里，發源自上奧爾蒙，河口處在埃格勒。